# Antoni Asensio Forca
Antoni Asensio Forca (Barcelona, 1923- 2010) fou lluitador, àrbitre i dirigent esportiu de lluita.
El 1948 es va iniciar en la lluita grecoromana competint per la Penya Cultural Barcelonesa. El 1960 va fundar l'Hogar Obrero del Buen Pastor, però dos anys després aquesta entitat va desaparèixer i va fundar el Centre Social Baró de Viver, on va compaginar les tasques de lluitador i entrenador. Va estar en actiu fins al 1966 i va guanyar diversos Campionats de Catalunya individuals i d'Espanya per equips. El 1969 es va treure la llicència d'àrbitre, el 1970 va passar a ser representant dels clubs i els lluitadors a la Federació Catalana de Lluita, i posteriorment delegat i entrenador de la selecció de Catalunya. El 1985 va ser elegit president de la Federació Catalana de Lluita, càrrec que ocupà fins a finals de 1988. Durant el seu mandat, la Federació Catalana va adaptar els seus estatuts a la Llei de l'esport. Rebé la medalla de Forjadors de la història esportiva de Catalunya el 1991.